# مرلین مالینوفسکی
مرلین مالینوفسکی (لهستانی: Merlin Malinowski؛ زادهٔ ۲۷ سپتامبر ۱۹۵۸) بازیکن هاکی روی یخ لهستانی‌تبار اهل کانادا بود.